# Una storia quasi vera
Una storia quasi vera è un album della cantante italiana Giovanna, pubblicato dall'etichetta Ariston Records nel 1975.

## Tracce
1. Mi sento abbandonata (E. e R. Carlos)
2. Il mio mondo vero (L. Ricchi)
3. Io volevo diventare (Gerardo Carmine Gargiulo-Claudio Rocchi)
4. Averti (K. Kristofferson)
5. Pa' todo el año (J. Alfredo Jimenez)
6. Malata d'allegria (A. Salerno)
7. Fallaste corazón (C. Sanchez)
8. Un colpo di silenzio (P. Limiti, P. Pirazzoli)
9. Questo amore un po' strano (I. Capotosti)
10. El preso numero nueve (R. Cantoral)